# گوندوز عبدل‌اف
گوندوز عبدل‌اف — (1355، شوشی) رئیس دانشگاه دفاع ملی آذربایجان است.

## زندگی‌نامه
گوندوز عبدل‌اف در سال 1976 در شهر شوشی به دنیا آمد. وی در سال 2000 مدرک کارشناسی خود را در رشته مهندسی سیستم از دانشگاه دفاع ملی ترکیه دریافت کرد، در سال 2007 به تحصیل در رشته مدیریت در سطح عملیاتی و استراتژیک در آکادمی فرماندهی و ستاد ارتش آمریکا  پرداخت و در سال 2016 فارغ التحصیل شد. وی فارغ التحصیل دوره دانشگاهی مطالعات استراتژیک و مدیریت دفاع دولتی است.